# 王柯
王 柯（おう か、1956年3月27日 - ）は、日本の歴史学者。神戸大学国際文化学部教授。中国の少数民族および中国近現代史の研究を行う。

## 経歴
1956年、中華人民共和国河南省南陽市に生まれる。中央民族学院民族語言文学系を1982年に卒業する。中央民族学院大学院文化人類学専攻修士課程を修了した後に、中央民族学院教員、中国政府の文化部社会文化局勤務を経て、1989年、日本に留学する。東京大学大学院総合文化研究科博士課程を1994年に修了し、博士（学術）の学位を得る。東京大学教養学部非常勤講師、外国人客員研究員を経て、1996年より神戸大学国際文化学部助教授、2001年より同教授を務める。
2014年3月7日、出張先の中国・福建省泉州市で警察当局に18日間拘束され、24日に解放された。

## 受賞・栄典
- 1996年：博士論文をもとにした『東トルキスタン共和国研究』で1996年度のサントリー学芸賞を受賞する[4]。

## 著作物
単著
- 王柯『東トルキスタン共和国研究』東京大学出版会、1995年、299頁。ISBN 4130261134。（1996年度のサントリー学芸賞を受賞する）
- 王柯 (2001). 民族与国家:中国多民族統一国家思想的系譜. 中国社会科学出版社. ISBN 7-5004-2958-4
- 王柯『多民族国家中国』岩波書店〈岩波新書〉、2005年、235頁。ISBN 4004309387。
- 王柯『20世紀中国の国家建設と「民族」』東京大学出版会、2006年、324頁。ISBN 413021070X。
- 王柯『「天下」を目指して:中国 多民族国家の歩み:図説 中国文化百華』農山漁村文化協会、2007年、206頁。ISBN 4540030957。
- 王柯 (2013). 東突厥斯坦独立運動:1930年代至40年代. 中文大学出版社. p. 332. ISBN 9789629965006
- 王柯《民族主義與中日關係--「民族國家」・「邊疆」・歷史認識》，香港中文大學出版社，2015年，424頁。ISBN 978-962-996-686-7。
- 王柯《민족과국가》（《民族與國家》），韓國東北亞歷史財團，2007年，417頁。ISBN 978-89-6187-011-5。
- 王柯《中国、従天下到民族国家》，政大出版社，2014年，285頁。ISBN 978-986-6475-53-5
- 王柯《日中関係の旋回――民族国家の軛を超えて》（《盤旋的中日關係--「民族國家」之軛》）,藤原書店，2015年，248頁。ISBN 978-4-86578-049-9。
- 王柯《消失的「國民」——近代中國的「民族」話語与少數民族的國家認同》，香港中文大學出版社，2016年,390頁。ISBN 978-962-996-651-5。
- 王柯《中国、従「天下」到民族国家》（増訂版），台湾政治大学出版社，2017年4月，285＋Ⅸ頁。ISBN 978-986-6475-95-5。
- WANG KE .2018.THE EAST TURKESTAN INDEPENDENCE MOVEMENT 1930s-1940s.TRANSLATED BY Carissa Fletcher.The Chinese University Press.ISBN 978-962-996-769-7。
- 王柯《亦師亦友亦敵——民族主義與近代中日關係》，香港中文大學出版社，2020年1月，640頁。（精裝）ISBN : 978-988-237-110-1，（平裝）ISBN : 978-988-237-108-8。
- 王柯《従“天下”国家到民族国家 :歴史中国的認知与実践》，上海人民出版社、2020年3月、352頁。ISBN: 9787208161672。

編著
- 王柯、櫻井良樹・濱下武志・趙軍・安井三吉・姜克實・汪婉・呂一民・徐立望・松本ますみ・沈国威『辛亥革命と日本』藤原書店、2011年、320頁。ISBN 4894348306。
- 王柯ほか, ed (2007). 東亜共同体与文化認知:中•日•韓三国学者対話. 人民出版社ISBN 978-7-01-006142-9。
- 日本地震経験叢書 2009年（中国民主法制出版社）
- 石原, 享一、馮誼光、王柯, 王柯 編『21世紀中国の課題―ゼミ形式で学ぶ中国語応用編』東方書店、2013年、123頁。ISBN 4497204170。

共著
- 王柯; 王智新 (2007). 安倍晋三伝. 中央編訳出版社. p. 221. ISBN 9787802114517
- 山本有造 編『帝国の研究――原理・類型・関係』名古屋大学出版会〈京都大学人文科学研究所共同研究報告〉、2003年、406頁。ISBN 4815804737。
- 石井明、木村汎ほか『中央アジアの行方』勉誠出版、2003年、322頁。ISBN 4585050795。
- 王力雄との往復書簡『「ハイテク専制」国家・中国――内側からの警告』藤原書店, 2022年。ISBN 4865783482